# Bathat Umm Mijal
Bathat Umm Mijal – wieś w Syrii, w muhafazie Aleppo, w dystrykcie As-Safira. W 2004 roku liczyła 976 mieszkańców.